# EP's Going Steady
EP's Going Steady är ett samlingsalbum av det svenska punkbandet No Fun at All, utgivet i Sverige 1998.
Skivan utgörs av låtarna från bandets tidigare utgivna EP-skivor Vision (1993), Stranded (1995), In a Rhyme (1995) och And Now for Something Completely Different (1997), samt spår utgivna på samlingsalbum.

## Låtlista
1. "Where's the Truth?"  – 2:11
2. "Vision"  – 1:55
3. "It's All Up to You"  – 2:00
4. "I Won't Believe in You"  – 2:05
5. "Funny?"  – 1:38
6. "Suffer Inside"  – 2:07
7. "Sidewalk"  – 2:09
8. "I Won't Come Back"  – 1:42
9. "What You Say"  – 1:19
10. "Stranded" - 2:12
11. "Don't Know Nothing" - 1:55
12. "Wasted" - 0:38 (Circle Jerks)
13. "Wiser" - 2:12 (Coffin Break)
14. "In-Sight" - 1:44 (Dead Kennedys)
15. "Welcome to the Working Week" - 1:22 (Elvis Costello)
16. "Throw It In" - 2:24 (Hard-Ons)
17. "Shot By Both Sides" - 4:11 (Magazine)
18. "Where Eagles Dare" - 2:32 (The Misfits)
19. "Don't Be a Pansy" - 1:49
20. "Can't Go Far" - 1:45
21. "Alcohol" (Gang Green) - 2:00
22. "Leaving" - 3:18
23. "On My Way" - 2:16
24. "Dying Everyday" - 2:02
25. "Walk a Mile for You" - 1:50

### Fotnoter
1. ↑  ”EP's Going Steady”. Discogs.com. http://www.discogs.com/No-Fun-At-All-EPs-Going-Steady/release/369084. Läst 31 mars 2012.
2. ↑  ”EP's Going Steady”. Burning Heart Records. Arkiverad från originalet den 29 november 2007. https://web.archive.org/web/20071129102345/http://www.burningheart.com/bands/index.php?id=71&bio=2. Läst 31 mars 2012.